# Paulo (conde)
Paulo (em latim: Paulus) foi um oficial bizantino do século VI, ativo durante o reinado do imperador Justiniano (r. 527–565). Em 535, foi um dos quatro comandantes (Herodiano, Demétrio e Ursicino) das unidades de infantaria regular enviados para o Ocidente sob Belisário para retomar a Itália. Em 537, esteva em Roma durante o cerco dos godos. Quando o primeiro grande assalto foi realizado contra a cidade, no décimo oitavo dia do cerco (10 de março), Paulo estava em guarda com sua unidade na Porta Pancraciana. Seu ofício é incerto, porém é provável que foi conde.